# هربرت رینولدز
هربرت رینولدز (انگلیسی: Herbert Reynolds؛ ‏ ۱۴ ژوئیه ۱۸۶۷–۲۶ اوت ۱۹۳۳) موسیقی‌دان و ترانه‌سرای ایرلندی-آمریکایی بود که بیشتر در زمینهٔ تئاترهای موزیکال در تئاتر برادوی فعالیت داشت.
از فیلم‌هایی که وی در آن‌ها نقش داشته‌است، می‌توان به تا زمانی که ابرها کنار بروند اشاره نمود.